# Luo Meizhen
Luo Meizhen (chinois simplifié : 罗美珍 ; chinois traditionnel : 羅美珍 ; pinyin : Luó Měizhēn, 9 juillet 1885 ? – 4 juin 2013) était une Chinoise qui prétendait être la personne la plus âgée du monde. Sa revendication était appuyée par un rapport de la Société de gérontologie de Chine (SGC). Cependant, elle n'a pas été largement acceptée en raison du manque d'actes de naissance fiables dans le Guangxi à l'époque de sa naissance.

## Biographie
Les documents d'identité officiels de Luo Meizhen indiquaient qu'elle était née dans le Guangxi le 9 juillet 1885. Cependant, ces documents ont été délivrés plus tard. Sa date de naissance n'a pu être vérifiée avec autorité, les actes de naissance n'ayant été conservés dans la région qu'en 1949.
Elle était de l'ethnie Yao et vivait dans le comté de Bama. Bama est réputée pour la longévité de nombreux habitants, avec 31,7 centenaires pour 100 000 habitants recensés en 2011. Luo était analphabète et a travaillé comme agricultrice et femme au foyer toute sa vie. Elle était décrite comme une femme aimable, mais têtue et dotée d'un fort caractère.
Luo a eu cinq enfants. Les sceptiques quant à sa longévité ont souligné que si sa date de naissance était celle annoncée, elle aurait donné naissance à son plus jeune fils à 61 ans.
Après quelques mois de maladie, Luo est décédée de causes naturelles à l'âge déclaré de 127 ans le 4 juin 2013. Elle avait plusieurs arrière-arrière-petits-enfants au moment de son décès.

## Démarches pour la validation de son âge
En 2010, la Société de gérontologie de Chine a annoncé que Luo Meizhen, âgée de 125 ans, était la personne la plus âgée de Chine. Cela la rendait également susceptible de prétendre au titre de personne la plus âgée du monde. Cependant, faute d'actes de naissance officiels, le Livre Guinness des records n'a pas retenu cette affirmation de longévité.